# Адай-хох
Адай-Хох (ос. Адайыхох) — вершина Головного хребта Великого Кавказу на південь від Цейського льодовика, в Північній Осетії. Висота 4 408 м.